# Ermita de Sant Adjutori (Olost)
Sant Adjutori d'Olost és una església d'Olost a la comarca del Lluçanès, inclosa en l'Inventari del Patrimoni Arquitectònic de Catalunya.
És a 623 metres d'altitud per damunt del nivell del mar, sobre el turó que duu el mateix nom i des d'on es pot contemplar una vista excel·lent de la vila. Hi podem arribar des del poble, passant pel carrer de Sant Adjutori o bé per la carretera d'Olost a Oristà (B-432), desviant-nos al primer trencant a la dreta, sortint del poble.

## Descripció
És un edifici de planta rectangular a dos vessants amb el carener perpendicular a la façana. No presenta els trets d'un edifici religiós en restar adossada l'ermita a la casa i compartir totes dues la teulada.
A la façana principal destaquen dos balcons i dos portals de pedra treballada, i a la seva part dreta hi ha l'església. A la llinda del balcó central hi ha una inscripció: 1014 Ave Maria; a la llinda del portal d'entrada apareix la data 1880. A la part posterior de l'edificació hi ha un pou cisterna que forma una galeria amb volta on hi ha una font amb dos caps de ferro forjat.
Sobre la porta allindanada d'accés a l'església hi ha una petita fornícula amb una imatge del sant i, més amunt, un òcul. A la façana hi ha restes d'arrebossat, i a la façana lateral corresponent a l'església, uns contraforts ornamentals.
La construcció va ser finalitzada l'any 1717 i en els primers anys va ser dirigida per dos administradors, que juntament amb la recaptació d'almoines que duien a terme els ermitans i les col·laboracions que alguns devots feien, feren possible que l'ermita comptés amb un fons econòmic per fer front a les diferents obres de reforma necessàries.

## Història
La construcció de l'actual ermita data de l'any 1713 en què l'olostenc Josep Carbonell obtingué el permís d'edificació del bisbe de Vic, cedint el terreny el propietari Joan Cabanes del mas Cabanes d'Olost.
El desembre de 1717, després de dificultosos treballs, es va celebrar a la capella un ofici solemne amb assistència de diferents sacerdots, entre ells el rector de Sallent.
El 1772 l'ermita es trobava en molt mal estat. Per aquest motiu, va ser tancada i es va portar el sant fins a l'església de Santa Maria, on es va estar fins al 1780, moment en què la restauració de l'ermita va ser acabada. Hi ha hagut diferents reconstruccions al llarg del temps. La més recent data del 1989.
L'ermita està molt ben situada i des d'aquí es pot contemplar una vista panoràmica espectacular de tota la contrada.
El Dilluns de Pasqua s'hi celebra un acte de germanor, amb missa i esmorzar. Més tard la gent aplegada pot ballar unes sardanes, acompanyades amb el so d'una cobla popular.

## Goigs de Sant Adjutori
Els Goigs de Sant Adjutori són composicions poètiques dedicades a Sant Adjutori. Aquests goigs van ser adaptats per Mossèn Ramon Vila l'any 1984. Estan emmarcats en un requadre amb motius geomètrics, amb una imatge del sant flanquejada per dibuixos de flors a la part superior. Les estrofes de lloança i pregàries dels vilatans ocupen la part central, i la partitura musical es troba a la part inferior.
Els goigs narren la vida de Sant Adjutori, nascut a Normandia, destacant la seva devoció a la Mare de Déu, la seva vida de penitència i la seva dedicació al monestir de Sant Bernat de Claraval. S'hi descriuen els miracles atribuïts al sant, com la curació de malalts i la protecció de la comunitat davant de calamitats. També es destaca la devoció popular a Olost, on la seva imatge es venera i on es dedica una capella en el seu honor.
Els goigs són una expressió de la devoció popular, cantats col·lectivament en actes religiosos com misses, aplecs o processons, amb l'objectiu de donar gràcies pels béns rebuts o demanar la salut física o espiritual de la comunitat.

## Imatges

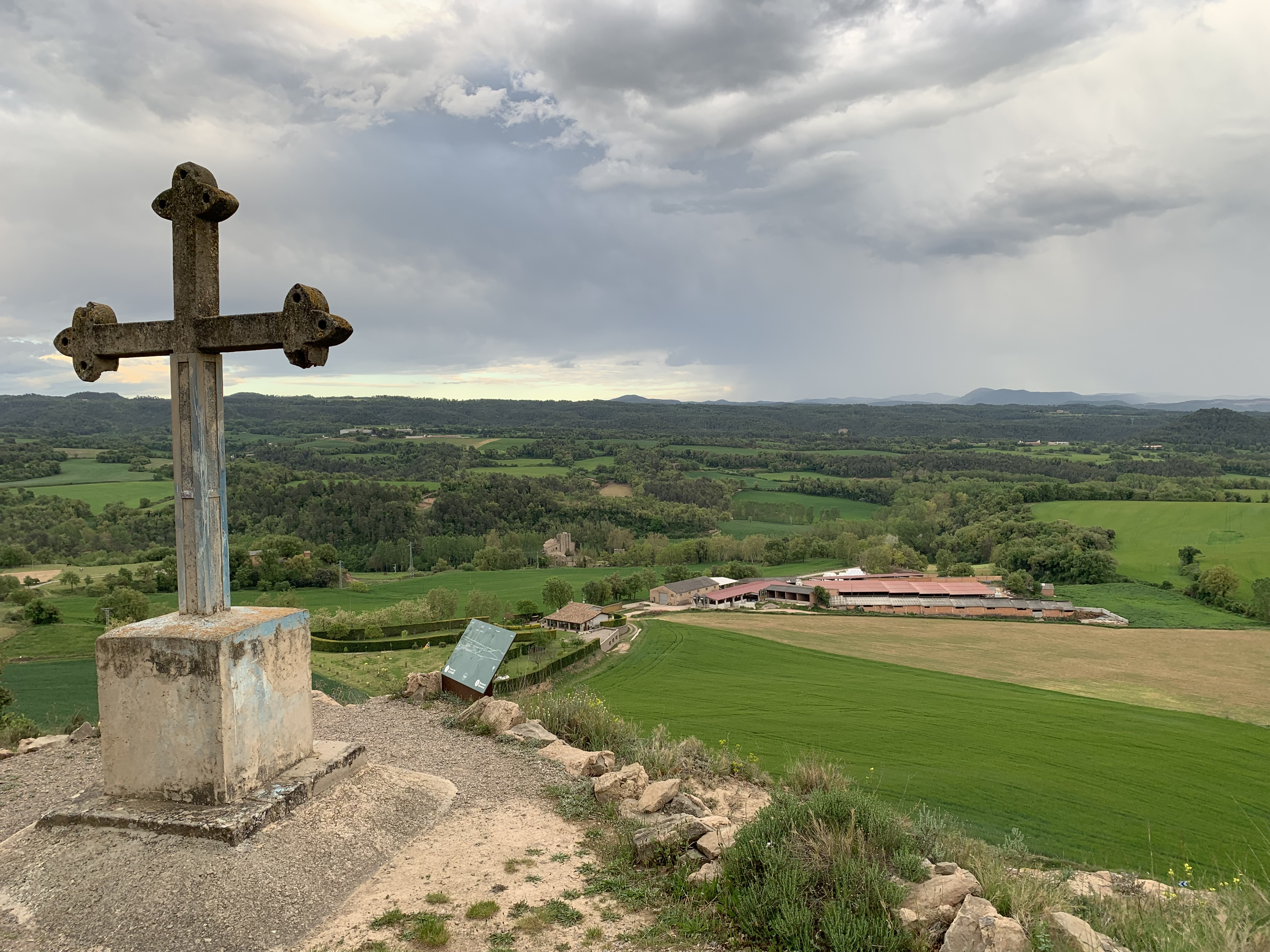
Creu del turó de St. Adjutori
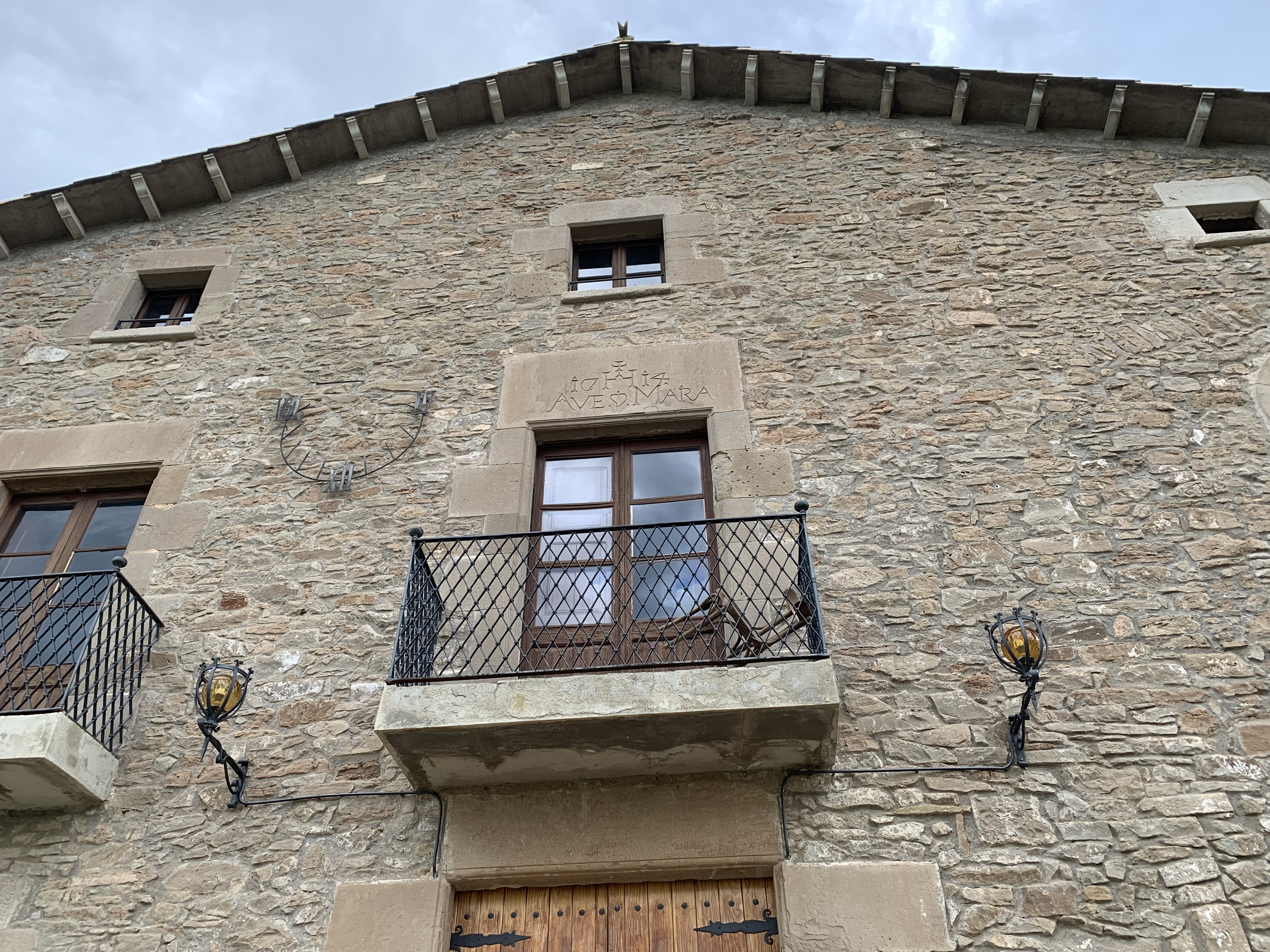
Detall de la façana
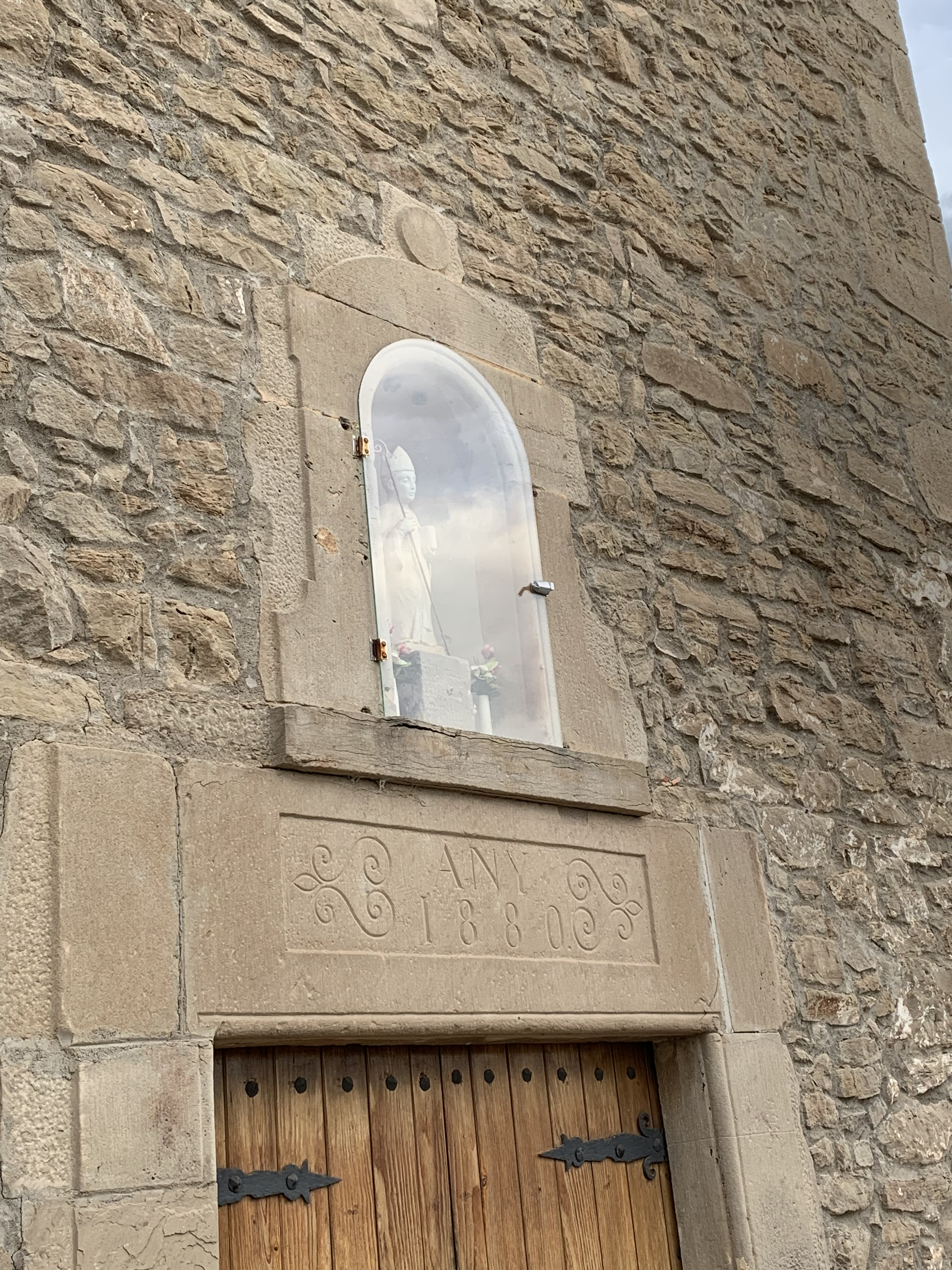
Talla del patró
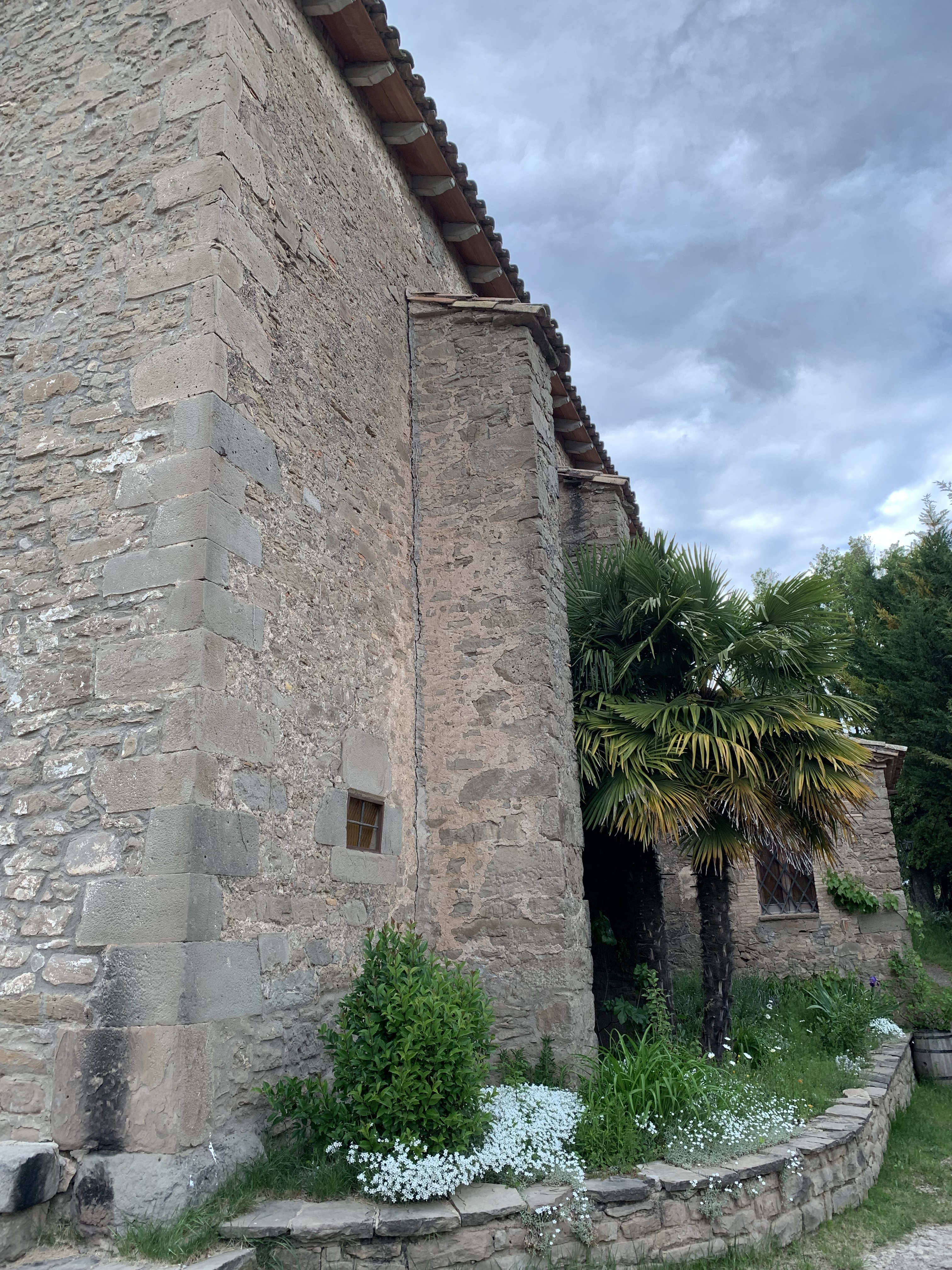
Contraforts